# Doleschalla elongata
Doleschalla elongata là một loài ruồi trong họ Tachinidae.